# سفره‌ماهی بینی‌گاوی
سفره‌ماهی بینی‌گاوی (نام علمی: Rhinoptera bonasus) گونه‌ای سفره‌ماهی است که در بخش بزرگی از اقیانوس اطلس غربی و کارائیب، از نیوانگلند تا جنوب برزیل یافت می‌شود (جمعیت‌های اقیانوس اطلس شرقی اکنون به‌طور کلی یک گونه جداگانه، سفره‌ماهی بینی‌گاوی لوزیتانی (R. marginata)) در نظر گرفته می‌شوند. این سفره‌ماهی‌ها نیز به راسته لقمه‌ماهی‌سانان وابستگی دارند، گروهی که در آن سفره‌ماهی‌های خفاشی، سفره‌ماهی مانتا و سفره‌ماهی عقابی باهم هستند.